# Christian von Appel
Christian Freiherr von Appel, avstrijski general, * 2. junij 1787, † 22. januar 1854.

## Življenjepis
Leta 1798 je vstopil kot navadni vojak v Kirasirski polk Melas in že naslednje leto je bil povišan v podporočnika. V letih 1813–1815 je služboval s činom Rittmeistra 2. razreda. Za zasluge med ljudsko vstajo v Leipzigu je bil povišan v Rittmeistra 1. razreda. Leta 1822 je bil povišan v majorja. Leta 1826 je postal drugi generaladjutant cesarja Franca II., nato pa je leta 1835 postal prvi generaladjutant. V tem času je bil povišan v polkovnika (1829), odlikovan s poveljniškim križcem reda Leopolda (4. februar 1834) in bil povzdignjen v Freiherra Leta 1834 je bil povišan še v generalmajorja.
Po cesarjevi smrti je bil Appel na lastno željo poslan na dopust, nakar je živel na Štajerskem in v Italiji. Po vrnitvi je bil povišan v podmaršala in leta 1848 imenovan za vojaškega poveljnika Ljubljane. V revolucijah leta 1849 je bil poveljnik 7. korpusa. Za svoje zasluge med drugo italijansko osamosvojitveno vojno je bil odlikovan z velikim križcem reda železne krone in bil imenovan za tajnega svetnika.
12. septembra 1851 je bil poslan na dopust (dejansko upokojen), nakar se je naselil v Gradcu, kjer je tudi umrl.

## Pregled vojaške kariere
Napredovanja
- podporočnik: 1799
- Rittmeister 2. razreda: ?
- Rittmeister 1. razreda: ?
- major: 1822
- podpolkovnik: ?
- polkovnik: 1829
- generalmajor: 8. maj 1834
- podmaršal: 16. oktober 1843
- general konjenice : 31. oktober 1850